# Afganistán en los Juegos Olímpicos de Seúl 1988
Afganistán estuvo representado en los Juegos Olímpicos de Seúl 1988 por un total de 5 deportistas masculinos que compitieron en lucha olímpica.
El equipo olímpico afgano no obtuvo ninguna medalla en estos Juegos.